# 小行星131245
小行星131245（131245 Bakich）是一颗绕太阳运转的小行星，为主小行星带小行星。该小行星于2001年3月20日发现。
該小行星以美國天文歷史學家邁克爾·E·巴基奇（Michael E. Bakich）命名。

## 轨道参数
小行星131245的轨道半长轴为417 195 669 km，2.7887411 UA，离心率为0.081。